# Microchromosoom
Een microchromosoom is een zeer klein chromosoom dat veelal een hoge gendichtheid, hoog GC-gehalte, laag heterochromatineniveau en hoge recombinatiesnelheid heeft. Ze komen naast macrochromosomen voor bij vogels, bij reptielen als slangen, hagedissen en schildpadden, bij soorten amfibieën en vissen en bij insecten, vooral de reuzenwaterwantsen. Ook bij gewervelden komen ze voor, alleen bij zoogdieren zijn ze nog niet aangetroffen.
Microchromosomen werden eerder onbelangrijke snippers van het genoom van de kip gedacht te zijn, maar het belang lijkt aanmerkelijk groter. Microchromosomen kennen namelijk een sterke onderlinge homologie en delen die deels met de Branchiostoma floridae, deel uitmakend van de lancetvisjes waar de gewervelden 684 Ma van divergeerden. Door chromosomenfusie zouden microchromosomen grotere chromosomen hebben gevormd.